# Theoa tricaudata
Theoa tricaudata är en spindelart som först beskrevs av George Hazelwood Locket 1982.  Theoa tricaudata ingår i släktet Theoa och familjen täckvävarspindlar. Inga underarter finns listade i Catalogue of Life.